# سهل مغان

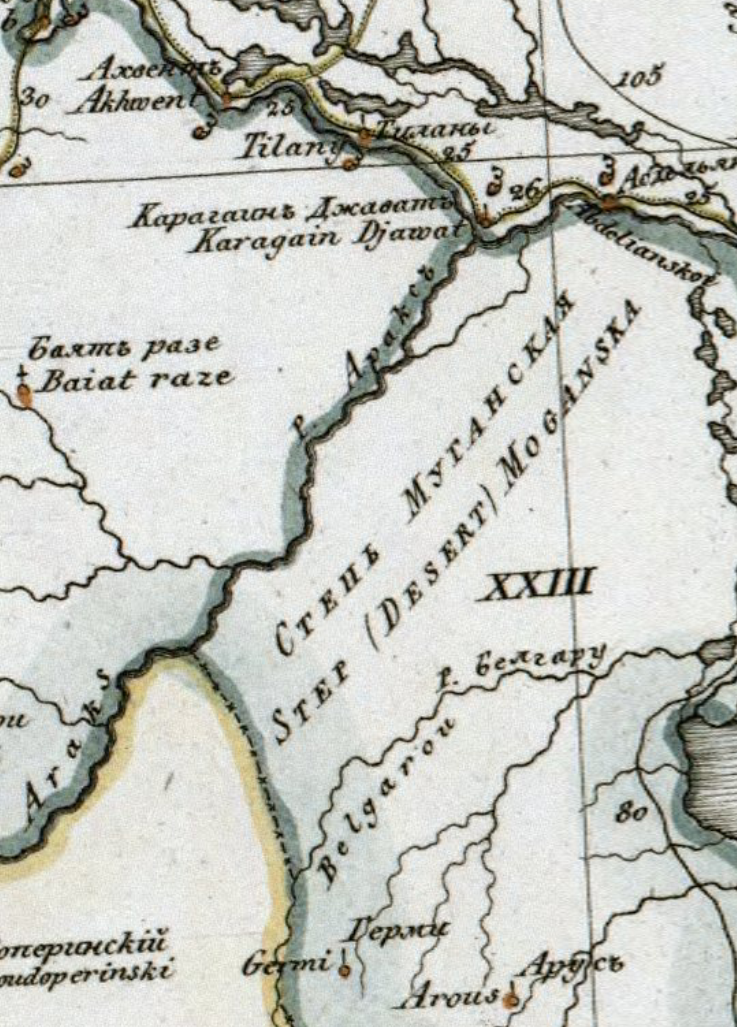
خريطة روسية من عام 1823

سهل مغان (الأذرية: Muğan düzü، ميغان دوزو؛ الفارسية: دشت مغان) هو سهل يمتد من شمال غرب إيران إلى الجزء الجنوبي من جمهورية أذربيجان. وتوجد أعلى كثافة لقنوات الري في قسم سهل مغان الذي يقع في جمهورية أذربيجان. وهو يقع على ضفاف نهر آراس الممتد إلى إيران.
يتكون سهل مغان من خمس مدن: بيلهارد، وبارساباد، وجعفر آباد، وجيرمي، وأصلان دوز. إن ثلث السهل يقع في إيران والباقي في أذربيجان.
بحلول العصر النحاسي (حوالي 4500-3500 قبل الميلاد)، دُمج سهل مغان في مجال ثقافة كورا-أراكس، وهي ظاهرة ثقافية رئيسة في جنوب القوقاز معروفة بفخارها الأحمر والأسود وتطورها المعدني المبكر. قامت هذه المجتمعات ببناء مستوطنات محصنة، وزراعة المحاصيل، وتطوير شبكات التجارة عبر الإقليمية.

## العصر الساساني والتحضر
في العصر الساساني (224-651م)، كانت سهل مغان جزءًا من منطقة حدودية إستراتيجية. تكشف المدن المحصنة مثل أولتان كالاسي والتلال المرتفعة مثل نادر تيبسي عن هياكل استيطانية متقدمة، بما في ذلك أنظمة الري وتخطيطات تشبه القلاع. وهذا يعكس وجودًا إداريًا منظمًا جيدًا في المنطقة.
استخدمت الإمبراطورية الساسانية سهل مغان كطريق للعمليات العسكرية والاقتصادية، وتوضح بقايا العملات المعدنية والفخار والتخطيط المدني اندماج المنطقة في شبكات إمبراطورية أوسع.

## التاريخ

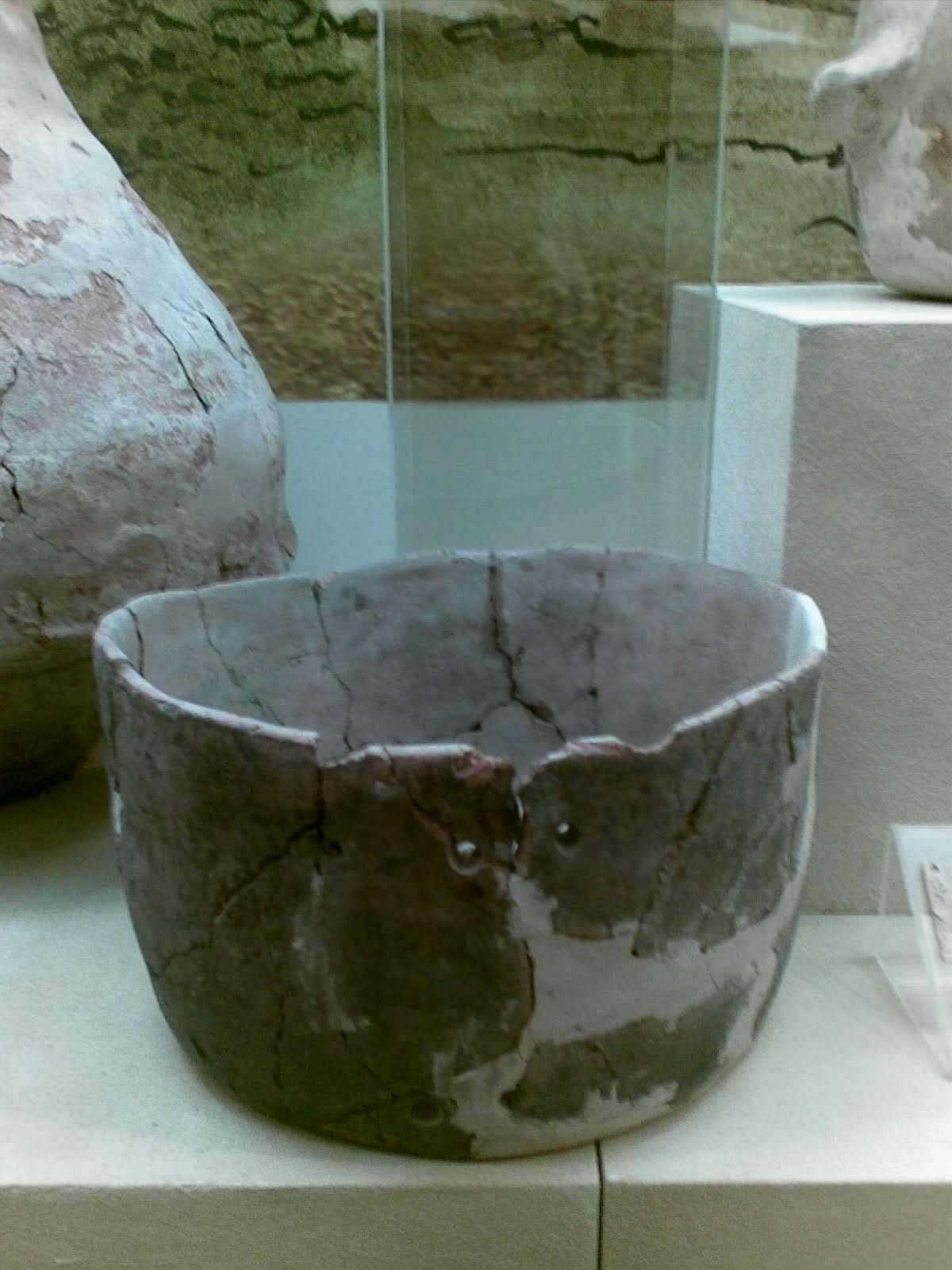
فخار قديم من عليكومكتيبي، 5000-4500 قبل الميلاد

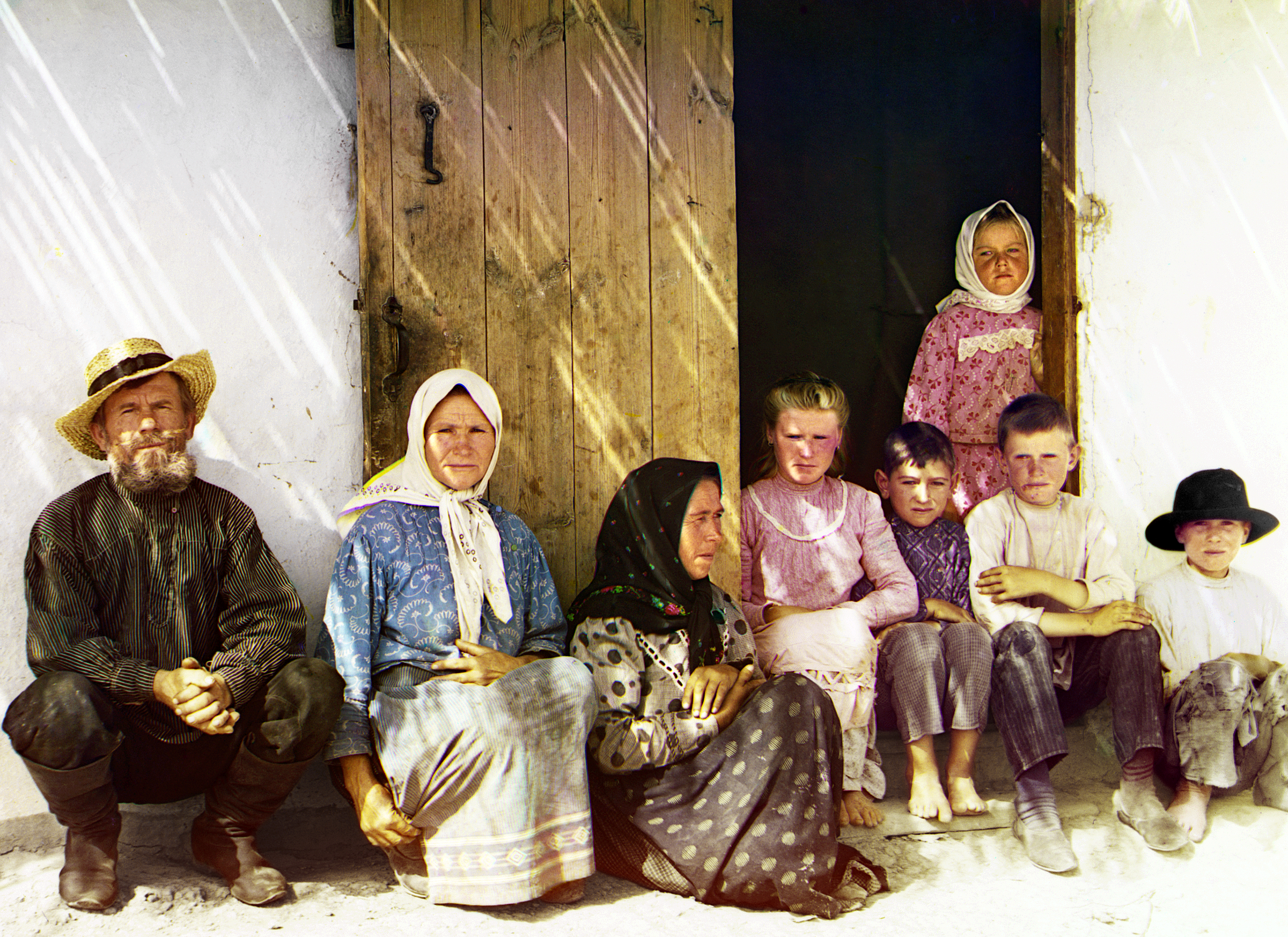
المستوطنون الروس في سهول مغان في أذربيجان، تصوير سيرجي بروكودين-جورسكي بين عامي 1905 و1915

تقع مستوطنة عليكومكتبه [الإنجليزية] القديمة، التي يعود تاريخها إلى ق. 5000 قبل الميلاد، في سهل مغان وتغطي مساحة تزيد عن هكتار واحد. تنتمي المستويات المبكرة إلى ثقافة شولافيري-شومو [الإنجليزية]. تركزت ثقافة مغان في وقت لاحق في المنطقة. كانت مغان إحدى ولايات الخلافة العباسية في أذربيجان الإيرانية الحالية. وكانت منطقة مغان واحدة من التقسيمات الإدارية لخانية شروان. بعد عام 1820، غزت الإمبراطورية الروسية خانية شرروان.

## خرائط

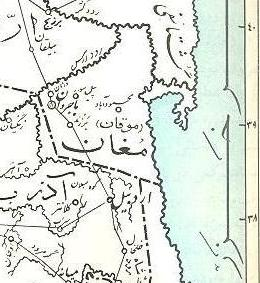
خريطة من الخلافة العباسية
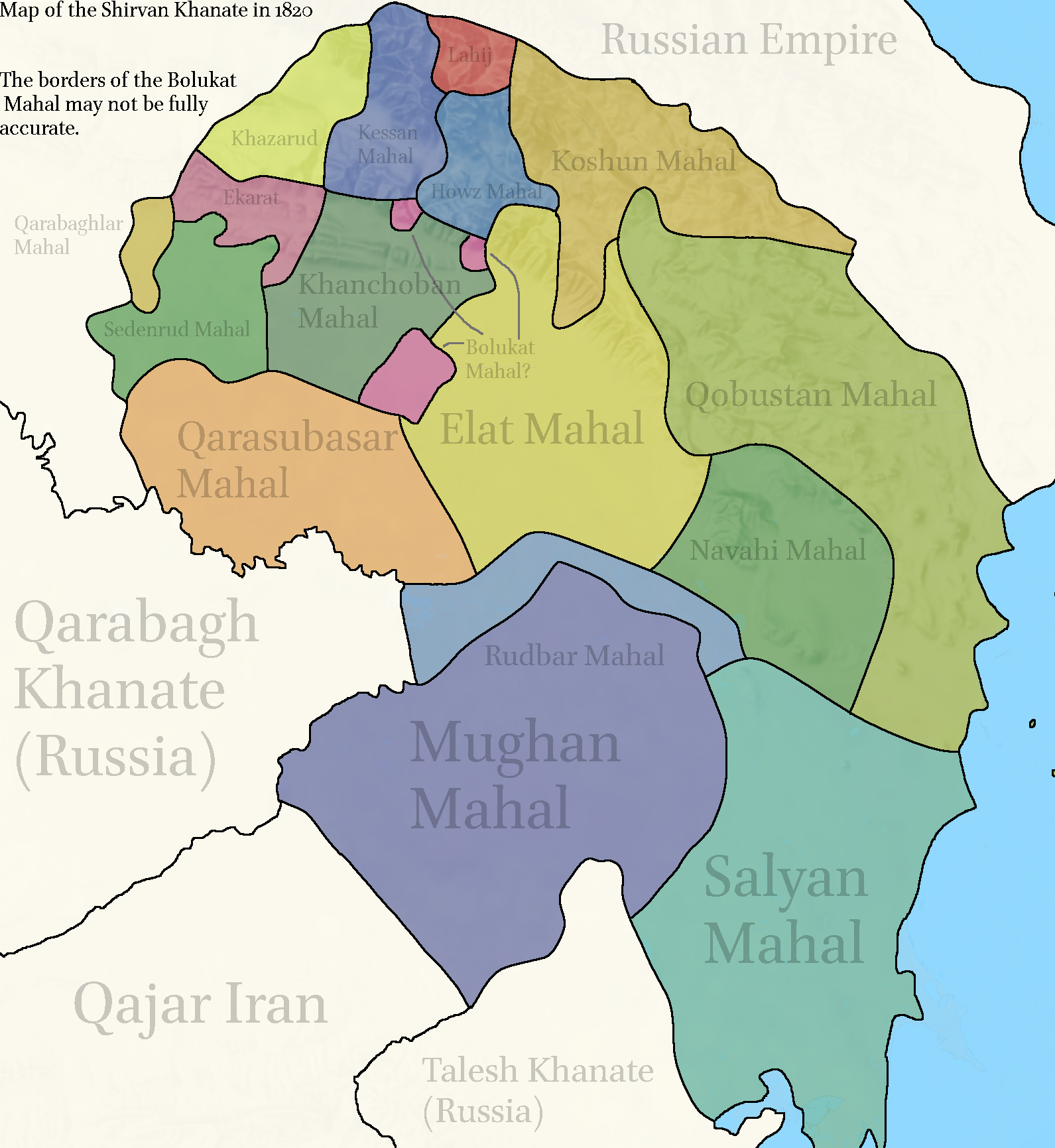
خريطة من خانية شيروان

## طالع أيضًا
- سهل غارايازي
- أران (القوقاز)
- الحدود الأذربيجانية الإيرانية

## ملحوظات
1. ↑  The Embassy of the Republic of Azerbaijan in Spain نسخة محفوظة 2007-09-29 على موقع واي باك مشين.
2. ↑  Badalyan، R. (2015). "The Kura–Araxes culture in the South Caucasus". Paléorient. ج. 41 ع. 2: 21–39.
3. ↑  "The Sasanian Colonization of the Mughan Steppe (NW Iran)". اطلع عليه بتاريخ 2025-04-15.
4. ↑  Махмудов Ф.Р., Нариманов П.Г., 1974. Поселение Аликемек-тепеси. АО 1973 г. М. (Russian)